# Угринович, Григорий Петрович
Григорий Петрович Угринович (1857—1931) — русский и советский певец (лирический тенор), заслуженный артист (1918).

## Биография
Служил в хоре певчих Измайловского лейб-гвардии полка.
В 1885—1887 — хорист, в 1887—1923 — солист Мариинского театра (позже — Ленинградского театра оперы и балета).
В 1923 году был сокращён из театра.

## Творчество
Обладал высоким, но небольшим по звучанию голосом светлого тембра. Его исполнение отличалось выразительностью, тонкой фразировкой и яркой декламацией. Артисту был свойствен комический талант, который проявился в характерных партиях.
С успехом исполнял самые разнохарактерные партии. Нередко выступал во второстепенных партиях, но всегда создавал яркие, живые образы.
Был первым исполнителем партий:
- Лукаша («Чародейка» Петра Ильича Чайковского),
- Ерошки («Князь Игорь» Александра Бородина),
- Перстня («Князь Серебряный» Григория Казаченко),
- Шабашкина («Дубровский» Эдуарда Направника),
- Медведчика («Сказание о невидимом граде Китеже и деве Февронии» Николая Римского-Корсакова),
- Дьяка («Ночь перед Рождеством» Николая Римского-Корсакова),
- Новгородца («Млада» Николая Римского-Корсакова),
- Глашатая и Раба («Сервилия» Николая Римского-Корсакова),
- Дорофея и Жаркова («Капитанская дочка» Цезаря Кюи),
- Гостя («Чудо роз» Петра Шенка,

в Мариинском театре
- Муэдзина («Фераморс» Антона Рубинштейна),
- Матуты («Псковитянка», М 3-я ред.),
- Школьного учителя («Черевички» Петра Ильича Чайковского),
- Первого кума («Пан Сотник» Григория Казаченко),
- Подьячего («Хованщина» Модеста Мусоргского),
- Кара-Юсуфа («Измена»),
- Дона Курцио («Свадьба Фигаро» Моцарта),
- Узник («Фиделио» Людвига ван Бетховена),
- Китайского продавца («Лакме» Лео Делиба),
- Мозера («Нюрнбергские мейстерзингеры» Рихарда Вагнера),
- Кошениля («Сказки Гофмана» Жака Оффенбаха);

Кроме того, на русской сцене
- Тибальда («Ромео и Джульетта» Шарля Гуно),
- Бардольфа («Фальстаф» Джузеппе Верди),
- Пастуха («Тристан и Изольда» Рихарда Вагнера).

Среди других партий: Баян, Финн, Собинин, Бобыль, Бомелий («Царская невеста»), Агафон, Княжой дурак, Вагоа, Матута, первый боярин, Альмерик; Касспо.
Партнёрами Г. Угриновича по сцене были: М. Долина, И. Ершов, М Каменская, Б. Мравина, Э. Павловская, Ф. Стравинский, Ф. Шаляпин, Л. Яковлев.
В 1894 году исполнил сольные партии в 4-й симфонии d-moll Л. Бетховена и оратории «Рай и Пери» Роберта Шумана (на сюжет одной из частей «восточного» романа «Лалла Рук» Т. Мура).